# チャイナ (アルバム)
『チャイナ』（中國、China）はヴァンゲリスが1979年に発表したアルバム。CD化は1983年。

## 曲目
1. チャイナ - Chung Kuo (5:31)
2. ロング・マーチ - The Long March (2:11)
3. ドラゴン - The Dragon (4:13)
4. プラム・ブロッサム - The Plum Blossom (2:36)
5. タオ・オブ・ラヴ - The Tao Of Love (2:44)
6. リトル・フェイト - The Little Fete (3:01)
7. ユンとヤン - Yin & Yang (5:48)
8. ヒマラヤ - Himalaya (10:53)
9. サミット - Summit (4:30)

※ カナ表記の題名は1983年のポリドール版CD（813 6532）のオビの記載を踏襲している。
- 「ロング・マーチ」とは毛沢東率いる中国共産党軍による内戦時の長征のこと。
- 「タオ・オヴ・ラヴ」の「タオ」とは中国哲学における「道」のこと。
- 「リトル・フェイト」で朗読される詩の原詩は唐の詩人・李白の「月下独酌」。
- 「ユンとヤン」とは中国思想における「陰陽」のこと。

## 概要
RCAレコードとの契約が終了し、新たにポリドールと契約して最初にリリースしたオリジナルアルバム。
中国をテーマにしたコンセプトアルバム。